# Prosopocoilus spineus superbus
Prosopocoilus spineus superbus es una subespecie de coleóptero de la familia Lucanidae.

## Distribución geográfica
Habita en Laos y Tailandia.